# Carl Edling

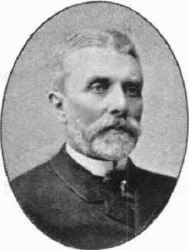
Carl Edling.

Carl Leonard Edling, född 20 mars 1829 i Söderhamn, död 14 november 1891 i Stockholm, var en svensk läkare. Han var bror till Lorentz Edling
Edling, som var son till handlanden och rådmannen Lars Petter Edling och Katarina Asklund, blev student vid Uppsala universitet 1848, medicine kandidat 1854, medicine licentiat 1856, medicine doktor samma år och kirurgie magister 1857. Han var provinsialläkare i Ölands norra distrikt 1857–1860, extra ordinarie amanuens i Sundhetskollegium 1860 och vice ombudsman där 1863–1864, föreståndare för Allmänna elektricitetsinrättningen i Stockholm 1862–1873, tillförordnad läkare vid Allmänna institutet för dövstumma och blinda på Manilla 1862–1865 och ordinarie 1865–1877, ombudsman och fiskal i Sundhetskollegium (Medicinalstyrelsen) 1864–1884, tillförordnat medicinalråd 1875–1877 och 1882–1884 och ordinarie medicinalråd från 1884. Han var ledamot i direktionen över Danvikens hospital 1872–1885. 
Edling utgav (tillsammans med Alfred Hilarion Wistrand och Anders Johan Bruzelius) Sveriges Läkare-Historia. Ny följd (1872–1876), en fortsättningen av Johan Fredrik Sackléns läkarehistoria.